# HIStory: Past, Present and Future, Book I
HIStory: Past, Present and Future, Book I (meestal eenvoudigweg afgekort tot HIStory, er is geen Book II) is het negende studioalbum van Michael Jackson. Dit album kwam in 1995 uit. Het album bestaat uit twee cd's.
De eerste cd is een verzameling van eerdere hits. De tweede cd is voorzien van nieuw materiaal.
In totaal werden er 36 miljoen albums verkocht. Dit was een stuk meer dan bij Jacksons voorafgaande albums. Het is tot op heden zijn bestverkochte album na Thriller.

## Singles
Met de eerste single schreef hij in de Verenigde Staten meteen geschiedenis. De single Scream/Childhood stond vanuit het niets meteen in de top 5. Bij het nummer Scream werd een sciencefictionachtige clip gemaakt. Het is tot nu toe de duurste videoclip ooit gemaakt.
Het nummer You Are Not Alone (geschreven door R. Kelly) belandde meteen op nummer 1 in de Amerikaanse hitlijst. Earth Song was de derde single; ook dit nummer werd een hit. In Engeland werd het zijn allergrootste hit. Wereldwijd werden er van dit nummer 3 miljoen exemplaren verkocht en daarmee was Earth Song de grootste hit van het album.
De vierde single sloot aan op de vorige. Ook in dit nummer werd verteld dat het niet goed ging met de wereld. Jackson werd ervan beschuldigd dat het nummer They Don't Care About Us antisemitische elementen bevatte. De videoclip werd opgenomen op de Pelourinho in Salvador. Jackson was hier echter ontevreden over en maakte een tweede versie. Deze zogenaamde 'Prison Version' werd in een aantal landen niet uitgezonden, omdat de clip schokkende beelden zou bevatten.
Stranger in Moscow was de volgende single. Het nummer sloeg in Europa veel meer aan dan in de Verenigde Staten. De zesde single van HIStory was HIStory/Ghosts. Ghosts is een nummer dat in 1997 verscheen op het album Blood on the Dancefloor. In Engeland bereikte het nummer uiteindelijk de vijfde positie.
De laatste single van HIStory was Smile. De single werd op het laatste moment in veel landen niet uitgegeven en is daardoor tegenwoordig zeer zeldzaam.
Om het album HIStory te promoten werd er nog een promotiesingle uitgebracht met daarop het nummer This Time Around.

## Wereldtournee
Om het album bekendheid te geven, ging Jackson op wereldtournee. Hij kwam ook in Nederland. Hij trad vijf keer op in een uitverkochte ArenA (driemaal in 1996 en tweemaal in 1997). In totaal gaf hij 82 concerten. Er kwamen ongeveer 4,5 miljoen mensen op de concerten af.

## Nummers

### Cd 1:HIStoryBegins
1. "Billie Jean" (Michael Jackson) – 4:54
2. "The Way You Make Me Feel" (Michael Jackson) – 4:57
3. "Black or White" (Michael Jackson/Bottrell) – 4:15
4. "Rock with You" (Temperton) – 3:40
5. "She's Out of My Life" (Bahler) – 3:38
6. "Bad" (Michael Jackson) – 4:07
7. "I Just Can't Stop Loving You" met Siedah Garrett (Michael Jackson) – 4:12
8. "Man in the Mirror" (Ballard/Garrett) – 5:19
9. "Thriller" (Temperton/Michael Jackson) – 5:57
10. "Beat It" (Michael Jackson) – 4:18
11. "The Girl Is Mine" met Paul McCartney (Michael Jackson) – 3:41
12. "Remember the Time" (Riley/Michael Jackson/Belle) – 3:59
13. "Don't Stop 'til You Get Enough" (Michael Jackson) – 6:05
14. "Wanna Be Startin' Somethin'" (Michael Jackson) – 6:04
15. "Heal the World" (Michael Jackson) – 6:24

### Cd 2:HIStoryContinues
1. "Scream" in duet met Janet Jackson (Harris/Lewis/Michael Jackson/Janet Jackson) – 4:38
2. "They Don't Care About Us" (Michael Jackson) – 4:44
3. "Stranger in Moscow" (Michael Jackson) – 5:44
4. "This Time Around" in duet met The Notorious B.I.G. (Moore/Austin/Swedien/Michael Jackson/Wallace) – 4:20
5. "Earth Song" (Michael Jackson) – 6:46
6. "D.S." (Michael Jackson) – 4:49
7. "Money" (Michael Jackson) – 4:41
8. "Come Together" (Lennon-McCartney) – 4:02
9. "You Are Not Alone" (R. Kelly) – 5:45
10. "Childhood, titelsong van Free Willy 2 (Michael Jackson) – 4:28
11. "Tabloid Junkie" (Harris/Lewis/Michael Jackson) – 4:32
12. "2 Bad" met Shaquille O'Neal (Harris/Lewis/Michael Jackson/O'Neal) – 4:49
13. "HIStory" met Boyz II Men als achtergrondzang (Harris/Lewis/Michael Jackson) – 6:37
14. "Little Susie" (Michael Jackson) – 6:13
15. "Smile" (cover van Charlie Chaplin) – 4:56

### Promotie: HIStory Lifestyle
In 1995 verscheen een promotie-uitgave voor het album, getiteld HIStory Lifestyle.
Tracklist
1. MJ Megamix
2. Scream (Naughty radio edit with rap)
3. Don't Stop 'Til You Get Enough (Van het album: Off The Wall)
4. Wanna Be Startin' Somethin' (Van het album: Thriller)
5. MJ Megaremix
6. Scream (Def radio mix)
7. Billie Jean (Van het album: Thriller)
8. Beat It (Van het album: Thriller)
9. MJ Urban Megamix